# Классики (игра)

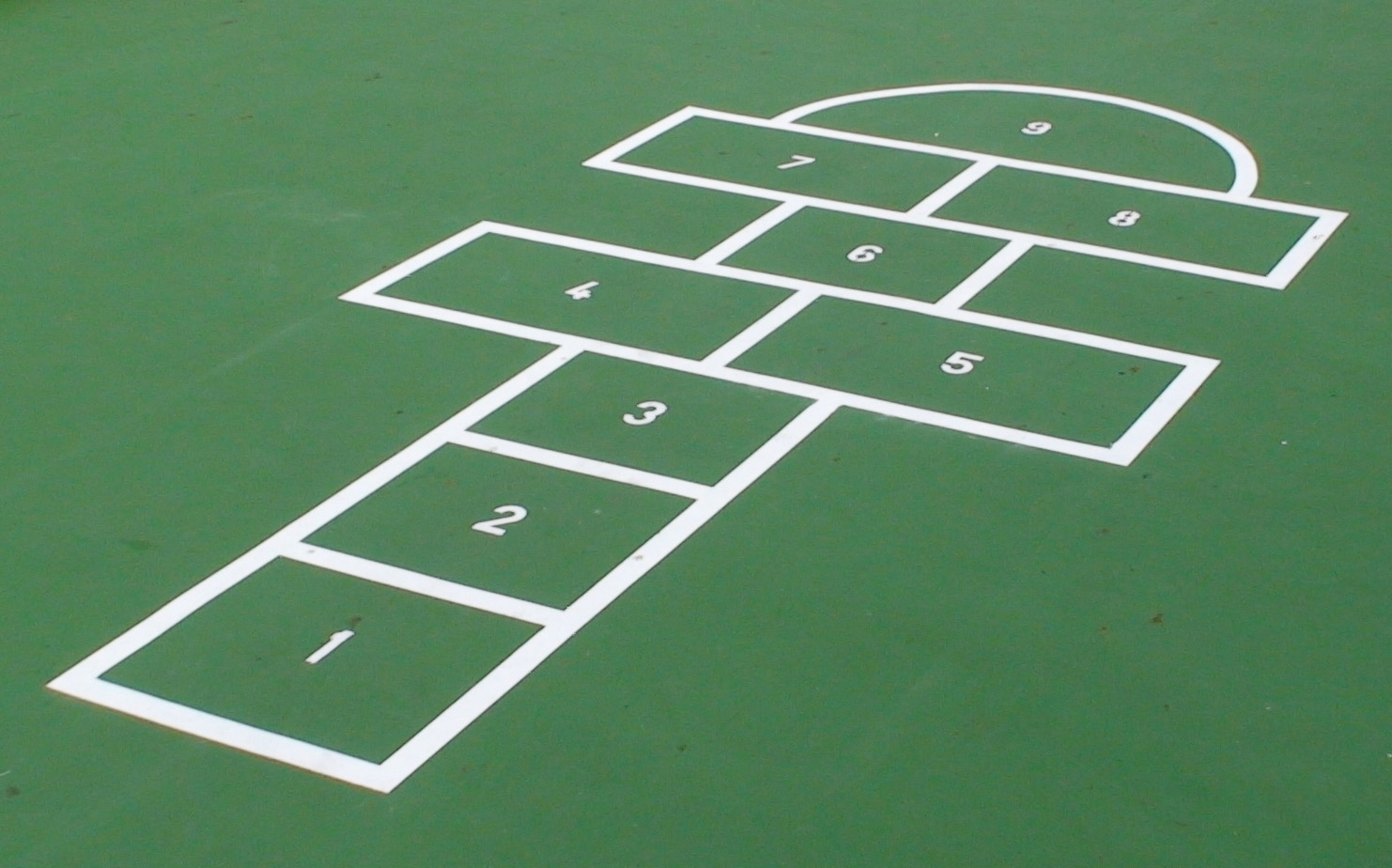
Классики (вариант игры)

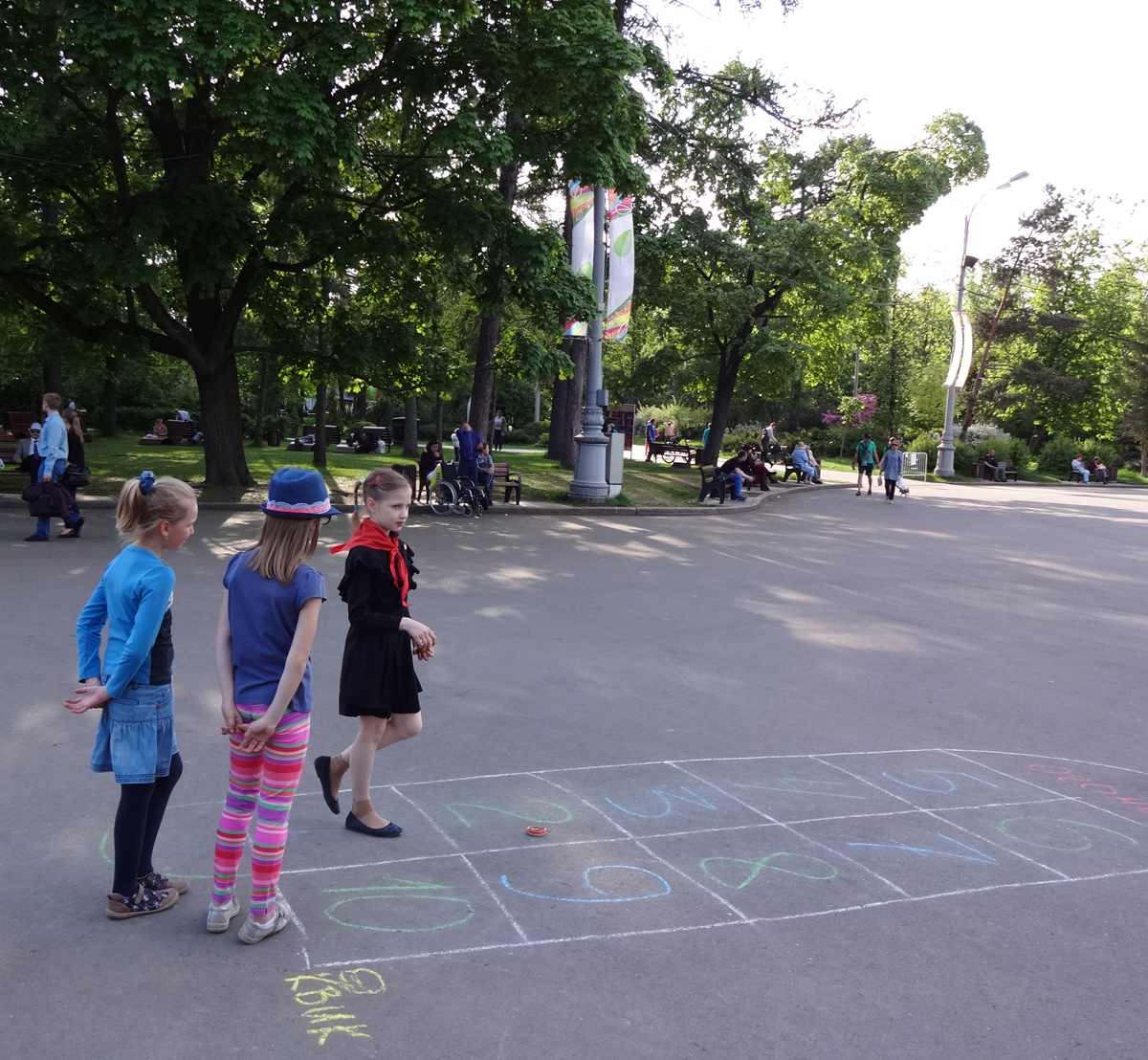
Инструктаж. В парке Сокольники. Москва

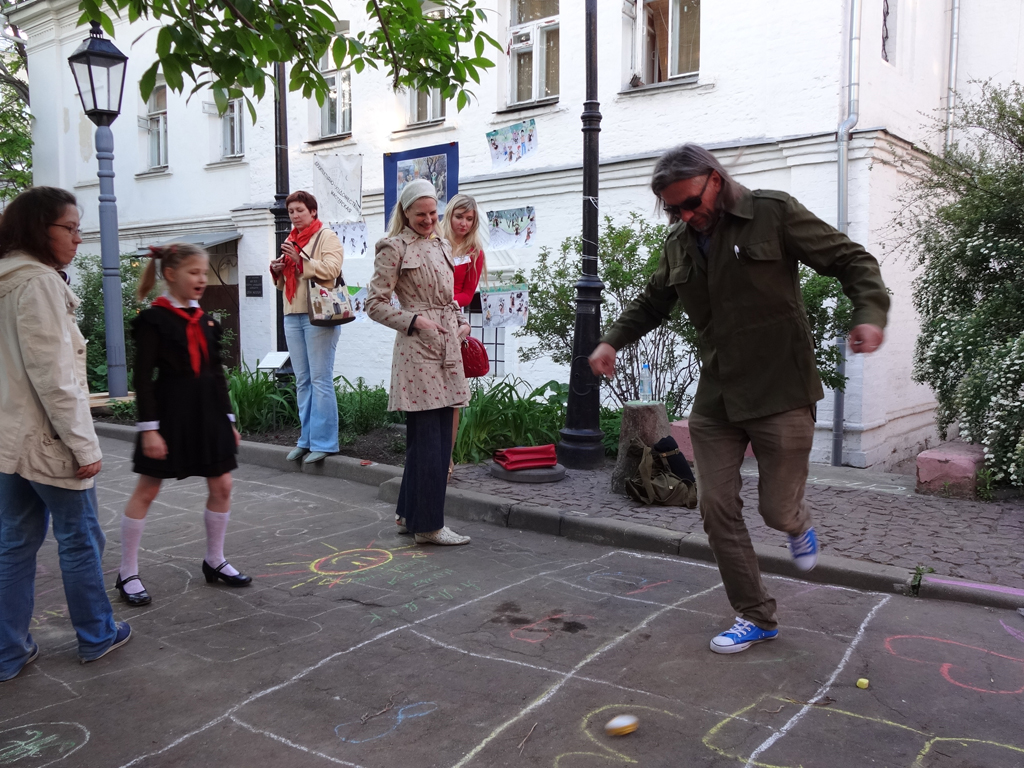
Игра в классики. Москва, двор музея Огни Москвы на Ночь музеев 2014 г.

Классики или классы — старинная детская игра, популярная во всём мире, включая Россию. Играется, как правило, на асфальте, расчерченном мелом на квадратики или другие фигуры («классы»). Играющие, прыгая на одной ноге без ограничения числа прыжков, ей же толкают «бит(к)у» (например, баночку из-под гуталина или шайбу заводского изготовления) из квадрата в следующий квадрат, стараясь не попасть битой на черту и не наступить на черту ногой. Совсем маленьким детям разрешается прыгать на двух ногах.
Есть разновидность игры без бит(к)и, когда квадраты нумеруются в произвольном порядке и в них просто прыгают согласно традиционной последовательности счёта — 1, 2, 3, и далее. Особенность игры в этом случае заключается в том, что прыгать приходится вбок, назад, через один-два квадрата и т. п., а переступать в квадрате, приноравливаясь к очередному прыжку, запрещено.

## История

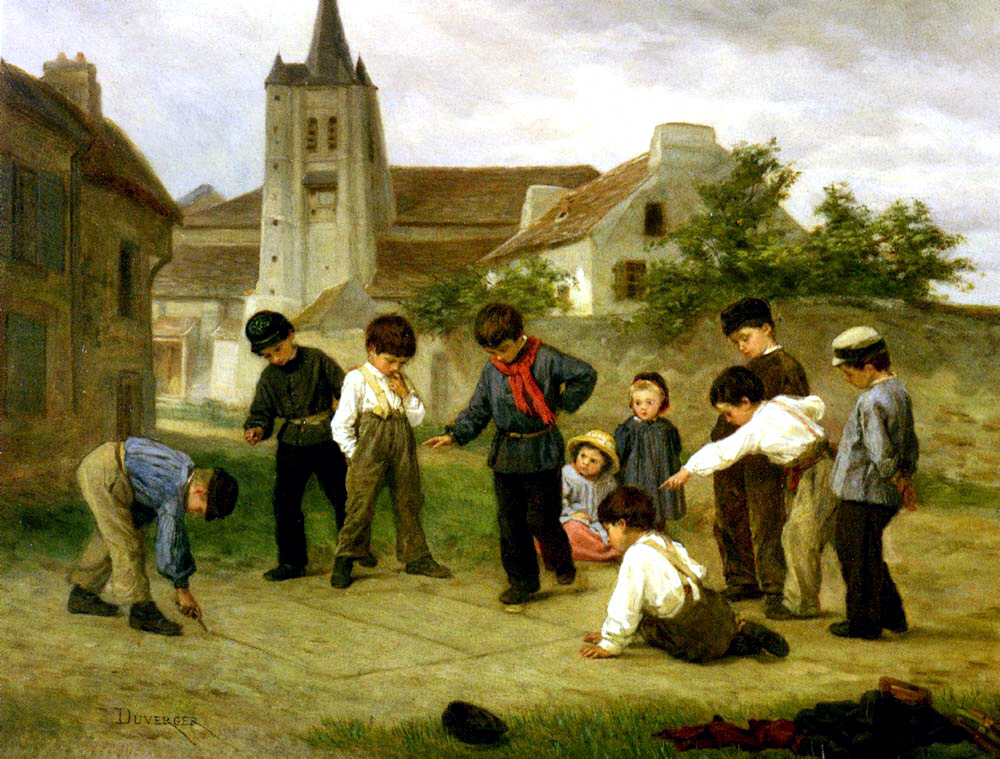
Т. Э. Дюверже (1821 — не позже 1901), «Классики», написана не позже 1886, частная коллекция Art Renewal Center, США

Игра появилась 600—500 до нашей эры в Индии, и отмечена в качестве запрещенных игр Буддой. В Россию игра скорее всего попала из Индии, а потом из России в Европу.
Игра в классики была популярна в Европе уже в Средние века, хотя иногда отмечают, что корни игры восходят к временам Римской империи: аналогичная игра упомянута Плинием, а на римском форуме было обнаружено прочерченное игровое поле, также датируемое периодом империи. В 1574 году Корнелиус Килиан зафиксировал, что классики были широко распространены среди голландских детей. Разновидность игры, называемая franc du quarreau, упомянута в романе Рабле «Гаргантюа», опубликованном в 1534 году, говорили о ней и другие авторы XV—XVII веков.
Изначально игра, судя по упоминаниям в литературе, была мальчишеской, в конце XIX века, как минимум в США и Дании, в ней стали участвовать и девочки (впрочем, конкретные правила и названия игры были несколько различны у мальчиков и девочек). Уже в начале XX века во всём мире игра стала преимущественно девичьей, в ряде стран участие мальчиков в игре стало зазорным.
Аналогичное смещение произошло в России. Игра попала в Россию, видимо, в XIX веке и к концу века распространилась очень широко: так, она была зафиксирована на Кавказе (где была известна как «классы» или «царь» и имела разные схемы расчерчивания), в Белоруссии. Девочки начали играть в классики к 1910-м годам. Мальчики продолжали участвовать в игре в 1930-е годы, согласно утверждениям фольклориста В. Г. Смолицкого. По мнению культурного антрополога доц. С. Б. Борисова, такая ситуация продолжалась и в 1940-е годы. С 1950-х годов игра стала преимущественно девичьей.

## Правила игры

Скульптура девочки, играющей в классики, в Баку (Азербайджан)

Традиционным игровым полем считается прямоугольник из десяти равных квадратов, заполняющих прямоугольник 5х2. Размер каждого квадрата 4-5 ступней одного из участников. Иногда по предварительной договоренности поле первого квадрата уменьшается, а к последнему квадрату добавляется сегмент, проведением у нижней стороны квадрата дуги из угла квадрата в соседний по горизонтали угол, на отсеченную и добавленную площадь нельзя наступать и забивать на неё бит(к)у, эта площадь закрашивается и на ней пишется «огонь» или «вода». Играют по очереди, которая выстраивается по предварительной договоренности о способе её определения (жребием, считалкой и т. д.) Каждый игрок начинает с того, что кидает бит(к)у в первый квадрат. Затем, прыгая на одной ноге, он толкает этой ногой битку из первого квадрата во второй и за ней перепрыгивает в следующий квадрат, перемещаясь из второго квадрата в третий и т. д. Пятый квадрат считается местом отдыха — в нём можно встать на обе ноги, переминаться, отдыхать стоя и т. п. Нельзя самому или бит(к)ой задевать черту, ограничивающую квадраты. Из последнего квадрата нужно вытолкнуть битку за пределы игрового поля. После успешного окончания первого кона игрок начинает следующий кон, бросая битку во второй квадрат, после его прохождения начинает кон с третьего и так далее до прохождения всех конов. Затем возможны различные варианты продолжения игры: бросание битки из положения стоя спиной к полю, «контрольные» с изменением порядка продвижения — из первого квадрата в 10, затем в 9, оттуда во 2… по диагонали и т. п. Любое нарушение правил игры приводит к переходу права игры к следующему игроку.
После прохождения простого 1-го уровня (стоя на 2 ногах и перешагивая) из десяти конов следуют более сложные уровни (на одной ноге, исключая 4-й) по 10 конов каждый:
- второй — на одной ноге;
- третий — наоборот (другой стороной ступни);
- четвёртый — двумя ногами одновременно (после этого игрок выбирает домик, то есть клетку, в которую никто, кроме него, вставать не может);
- пятый — прыжки через одну клетку;
- шестой — не показывая зубы;
- седьмой — кидая битку из пятого класса;
- восьмой — согнувшись
- девятый — ручеёк, то есть десять раз на одной ноге из первого сразу в десятый (то есть вправо) и обратно;
- десятый.

Вариант:
- 1 — простая
- 2 — хромая (на одной ноге)
- 3 — кочерга (битка выбивалась влево)
- 4 — левша (прыгали на левой ноге)
- 5 — королевская (нельзя перетаптываться, один прыжок — один удар)
- 6 — контрольная (если совершил ошибку переходишь в 1 класс)
- 7 — слепая (битка кидалась вслепую)
- 8 — выпускная

Выигрывает тот, кто первым пройдет все уровни быстрее других. Последующие места распределяются соответственно порядку завершения игры.
Обязательные условия:
1. не наступать на линии квадратов;
2. с биткой в одном классе не стоять двумя ногами (исключая четвёртый уровень);
3. не топтаться и не подвигать битку в одном классе;
4. бросивший битку и попавший на черту пропускает кон;
5. не прошедший кон игрок ждёт своей очереди в новом круге и повторяет его.

## Игра в литературе
Согласно рассказу Драгунского «Где это видано, где это слыхано…» из цикла «Денискины рассказы», игра упоминается в стихотворении Андрея Шестакова (он же Андрюшка) «Папа у Васи силён в математике»:
«Мелом расчерчен асфальт на квадратики,
Танечка с Манечкой прыгают тут.
Где это видано, где это слыхано?
В классы играют, а в класс не идут!»